# 朱洁静
朱洁静（1985年10月3日—），浙江嘉兴人，中国舞蹈家，先後畢業於上海舞蹈學校、上海戲劇學院，上海歌舞团副團長暨栄典首席演员，一级演员，全国五一劳动奖章获得者，上海舞蹈家協會副主席，中國舞蹈家協會理事。代表作品有《根之雕》、《霸王别姬》、《天边的红云》、《朱鹮》、《永不消逝的电波》等。

## 經歷
1995至2001年 ，就讀於上海市舞蹈學校中國舞系。
2000年，獲得第6屆全國「桃李杯」舞蹈大賽中國舞少年乙組優秀表演獎。
2001年至2006年，擔任上海東方青春舞蹈團舞蹈演員。
2002年，獲得第3屆中國舞蹈「荷花獎」比賽表演金獎、當代舞優秀表演獎。
2007年1月起，擔任上海歌舞團舞蹈演員、首席演員。
2020年，憑《永不消逝的電波》裡的蘭芬一角，獲得第30屆上海白玉蘭戲劇表演藝術獎配角獎。
2022年，参加湖南卫视《乘風破浪的姐姐第三季》。
2024年，獲得第32届上海白玉兰戏剧表演艺术奖主角奖榜首。
2025年1月28日，在《2025年中央廣播電視總台春節聯歡晚會》作為領舞表演舞蹈《幽蘭》，2025年5月21日，又奪得中国戏剧梅花奖。

## 參與綜藝節目
| 年份 | 節目名稱                           | 電視台                 |
| ---- | ---------------------------------- | ---------------------- |
| 2013 | 舞林爭霸                           | 東方衛視               |
| 2022 | 乘風破浪的姐姐第三季               | 芒果TV                 |
| 2023 | 2023年中央广播电视总台春节联欢晚会 | 中国中央电视台综合频道 |